# Niviventer fengi
Niviventer fengi — вид гризунів родини мишевих (Muridae). Описаний у 2021.

## Назва
Вид названо на честь китайського зоолога професора Фенга Цзуоцзяна з Інституту зоології Китайської академії наук за внесок у вивчення ссавців Китаю.

## Поширення
Ендемік Китаю. Виявлений у долині Цзілон в окрузі Шигацзе в Тибетському автономному районі.